# Ордо (музыка)
Ордо (лат. ordo — ряд, вереница) — в модальной ритмике (модальной нотации) XIII в. ритмический ряд (период) данного модуса. Использовалась в линейной ритмической нотации. Ордо применялась преимущественно во второй половине XII и в XIII вв. в многоголосой музыке школы Нотр-Дам (в рукописях, содержащих Magnus liber organi) и большинство мотетов Ars antiqua.

## Структура
Структурной ячейкой ордо является пункт — ритмический отдел, содержащий основную формулу модуса в полном виде (например, в 1-м модусе пункт и так далее).

## Правило Иоанна де Гарландиа
«Ордо модуса есть число пунктов до паузы» (французский теоретик музыки, один из ведущих учёных периода Ars antiqua Иоанн де Гарландиа).
В каждом модусе различают ордо. 1-й (однопунктный), 2-й (двухпунктный), 3-й (трёхпунктный), 4-й (четырехпунктный), 5-й (пятипунктный), 6-й (шестипунктный) и так далее)
Пояснения к таблице:

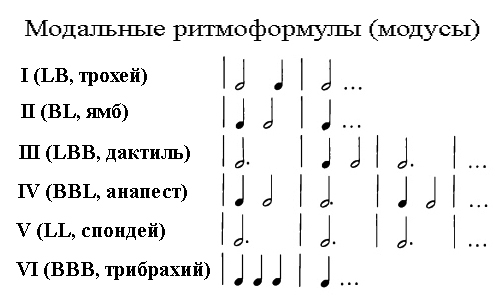
Modi (rhythmici)

L — длительность лонга ((лат. longa долгая);
В — длительность бревис (лат. brevis короткая)
Длительности уменьшены в 16 раз. В графическом отображении пункты отмечены скобками.
Та или иная типовая комбинация бревисов и лонг организует ритмоформулу.
Каждый ордо (кроме ордо 4-го модуса) заканчивается той же длительностью, с которой начался (правило Иоанна де Гарландиа — CSI, 176 а).
На письме лигатуры часто не совпадают с пунктами.
Длительности внутри пункта могут укрупняться (так называемая экстенсия, часто в конце ордо) или дробиться (так называемая фракция)